# 론 캐나다

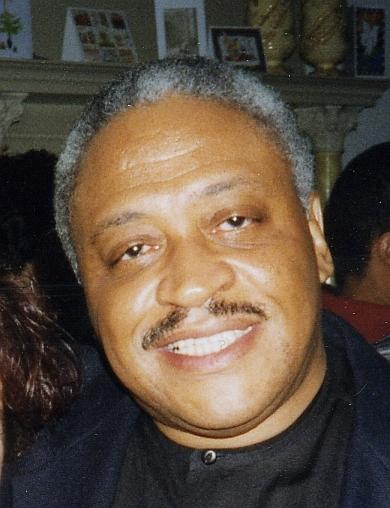

론 캐나다(Ron Canada, 1949년 5월 3일 ~ )는 미국의 배우이다.
뉴욕에서 태어났다.

## 출연 작품
- 엠티맨 (2019년) - 빌리어스 형사 역
- 크라운 하이츠 (2017년)
- 디스커버리 (2017년) - 쿠퍼 역
- 애프터 워즈 (2015년)
- Life Tracker (2013)
- 밥 펑크 (2009년)
- 소녀괴담 : 17살 여고생의 악몽 (2008년)
- 웨딩 크래셔 (2005년) - 랜돌프 역
- 저스트 라이크 헤븐 (2005년) - 닥터 월쉬 역
- 신데렐라 맨 (2005년) - 조 지넷 역
- 잭 & 바비 (2004년)
- 내셔널 트레져 (2004년)
- 영 맥가이버 (2003년)
- 유나이티드 스테이츠 오브 리랜드 (2003년)
- 헌티드 (2003년)
- 휴먼 스테인 (2003년) - 허브 키블 역
- 블랙 리버 (2001년) - 치프 소크 역
- 땡크 헤븐 (2001년) - 조지프 존슨 역
- 헌티드 아파트 (1999년)
- 악마의 버뮤다 (1998년)
- 피와 백합 (1998년)
- 론 스타 (1996년)
- 피노키오 신드롬 (1996년)
- 아빠 수업 (1995년)
- 대통령의 연인 (1995년)
- 서스피션 (1994년) - 캡틴 역
- 아빠와 한판승 (1994년)
- 흔들리는 유혹 (1992, Play Nice)
- 아이가 커졌어요 (1992년)
- 나 홀로 집에 2 - 뉴욕을 헤매다 (1992년)
- 블루 히트 (1990년)
- 다운타운 (1990년)
- 미스터 아더 2 (1988년)
- 불타는 투혼 (1987년)
- 야행 (1987년)
- DC 택시 (1983년)

### 텔레비전
- 댈러스 (1989)
- 천재소년 두기 (1992)
- 펠리시티 (1998-2000)
- 원 온 원 (2001-04)
- 웨스트 윙 (2003-06)
- 위즈 (2006)
- 제7의 천국 (2006)
- 어글리 베티 (2006-07)